# ヴィディア人
ヴィディア人（英: Vidiian）はアメリカのSFテレビドラマ『スタートレック』シリーズに登場する架空のヒューマノイド型異星人。

## 概要
初登場は『スタートレック：ヴォイジャー』5話「盗まれた臓器」。桁違いの医学技術を持ち、遭遇した異星人の内臓を抜き取っていく恐怖の種族として描かれた。
ヴィディアは歴史が古く高度な科学文明を持つ温厚な種族であったが、かなりの人口が「フェイジ」という不治の奇病に侵されている。罹患したヴィディア人は皮膚や内臓が腐食していき、最終的には死亡する。患者は皮膚が爛れたゾンビのようなおぞましい顔となり、生命を維持する為には定期的に臓器を移植し続ける必要がある。そのため高度な医学技術と転送技術で他の異星人から生きながら内臓を強奪するという、倫理に欠けた恐怖の集団となり果てた。
後にシーズン5の114話『頭脳集団クロスの陰謀』において、クロスを始めとするシンクタンクのメンバーがフェイジを根絶したとの言及があったが、真偽は不明。

## 文化
ヴィディア人は2000年以上前から奇病フェイジに苦しんでおり、生存を模索した結果異様に医療技術が発達している。彼らの医療技術は同じヴィディア人同士はおろか他の異星種族の臓器でも移植を可能とし、なおかつ摘出してから極めて短時間のうちに移植を完了できる。
ヴィディア人は異星人を臓器獲得のため頻繁に襲撃する。労働力やフェイジの研究材料目当てに襲撃、拉致することもある。フェイジに感染している者は母星でも差別を受ける為、外見にコンプレックスを抱えている者が多い。
クリンゴン人の遺伝子からフェイジに効く抗体を得ることができる。抗体の提供がヴィディア人との取引材料として提案されたことも数回あった。
医療用トリコーダーと転送機が一体化した道具を使用し、彼らがほしい内臓を見つけた場合、瞬時に転送で抜き取ってしまう。異星人の船を襲い臓器を奪取している為、集団での艦内戦も得意とする。劇中ではニーリックスがこれによって肺を奪われ、ダーストが騙し撃ちの形で顔面を奪われている。

## 代表的なヴィディア人
- ダナラ・ペル

ヴィディア人の女医で、血液学者。同胞のコロニーへ向かっている途中で、フェイジという伝染病が悪化し危篤状態になりU.S.S.ヴォイジャーに発見され、ドクターの治療を受ける。治療を受けている間に、ドクターと恋仲になる。ヴォイジャーと別れた後、とある惑星でウイルスに感染して、その惑星から離れられなくなったキャスリン・ジェインウェイとチャコティを治療する為、ドクターから助けを求められたダナラは、治療薬をヴォイジャーに提供した。